# Seville (Floryda)
Seville – jednostka osadnicza w Stanach Zjednoczonych, w stanie Floryda, w hrabstwie Volusia.